# Roberto Proietti
Roberto Proietti (Roma, 6 agosto 1921 – Ladispoli, 19 marzo 1988) è stato un pugile italiano, due volte campione italiano e tre volte europeo dei pesi leggeri tra il 1942 e il 1950.

## Biografia

### Carriera dilettantistica
Nasce in una famiglia di macellai nel popolare rione Testaccio. Si forma nella scuderia del fratello maggiore Gigi. E' campione italiano dilettanti nel 1941 a Terni nei pesi leggeri.
Passa al professionismo nello stesso anno con un record, tra i dilettanti, di 91 vittorie, 10 sconfitte e 7 pari.

### Carriera da professionista
Con una striscia iniziale di 20 incontri tutti vinti, tranne un solo pari (con Bruno Bisterzo), il 20 settembre 1942, a Roma conquista titolo italiano ed europeo dei pesi leggeri battendo ai punti il concittadino Ascenzo Botta.
Mantiene il titolo europeo il 17 dicembre dello stesso anno a L'Aia, battendo ai punti l'olandese Jan Nicolaas. L'8 maggio 1943, a Lucca, subisce ai punti la seconda sconfitta della carriera ed è costretto a consegnare entrambi i titoli (italiano ed europeo) nei guantoni del padovano Bruno Bisterzo. Rimane inattivo per gran parte del 1944 e per il 1945.
Il 26 maggio 1946, a Roma, batte Bruno Bisterzo per abbandono alla sesta ripresa e riporta a casa i titoli italiano ed europeo dei pesi leggeri. Difende due volte vittoriosamente il titolo europeo in Belgio battendo Kid Droussart per knock-out tecnico al 13º round il 21 maggio 1947 a Bruxelles e Joseph Preys il 6 luglio a Tournay, ai punti. Tenta sfortunatamente l'avventura americana ma è sconfitto a New York il 17 novembre 1947 dal mediocre Johnny Williams, ai punti in dieci riprese e preferisce rientrare in patria.
Il 17 febbraio 1948, a Harringay, nella periferia londinese, perde la cintura europea dai pugni del britannico Billy Thompson, sempre ai punti. Combatte vittoriosamente sei volte nel 1949, compresa la riconquista della cintura europea il 17 dicembre a Bruxelles, battendo nuovamente Kid Droussart ai punti.
Il 31 gennaio 1950 a Kensington conserva il titolo europeo, sconfiggendo ai punti in quindici riprese quel  Billy Thompson che glielo aveva strappato due anni prima. Lo difende ancora contro il belga Joseph Preys, a Milano, vincendo nuovamente ai punti.
Dopo un ultimo vittorioso incontro senza titolo in palio a Copenaghen contro il danese Jorgen Johansen – uno dei soli tre pugili capaci di battere il grande Duilio Loi – si ritira dal pugilato agonistico con ancora indosso la cintura europea dei pesi leggeri. In dieci anni di carriera ha perso solo cinque volte e mai prima del limite.

### Dopo il ritiro
Una volta appesi i guantoni al chiodo, Proietti è tornato a condurre una delle macellerie di famiglia.

## Caratteristiche tecniche
Incontrista, Proietti era dotato di una tecnica notevole e di una grande velocità che gli consentiva di schivare i pugni degli avversari e di colpire con precisione. Contrapponeva una discreta tenuta difensiva alla poca potenza di pugno.